# Летети
Летети (груз. ლეთეთი) — село в Грузии, на территории Карельского муниципалитета края (мхаре) Шида-Картли.

## География
Село находится в центральной части Грузии, к югу от реки Куры, на расстоянии приблизительно 1,5 километра (по прямой) к югу от города Карели, административного центра муниципалитета. Абсолютная высота — 711 метров над уровнем моря.

## Население
По результатам официальной переписи населения 2014 года в Летети проживало 190 человек (92 мужчины и 98 женщин). В национальной структуре населения грузины составляли 100 %.
| Год  | Население, человек |
| ---- | ------------------ |
| 2002 | 227                |
| 2014 | ↘ 190              |